# Saint-Laurent-de-Lin
Saint-Laurent-de-Lin is een gemeente in het Franse departement Indre-et-Loire (regio Centre-Val de Loire) en telt 234 inwoners (1999). De plaats maakt deel uit van het arrondissement Tours.

## Geografie
De oppervlakte van Saint-Laurent-de-Lin bedraagt 14,2 km², de bevolkingsdichtheid is 16,5 inwoners per km².
De onderstaande kaart toont de ligging van Saint-Laurent-de-Lin met de belangrijkste infrastructuur en aangrenzende gemeenten.

## Demografie
Onderstaande figuur toont het verloop van het inwonertal (bron: INSEE-tellingen).